# توأمانيات
التوأمانيات أو التوأميات أو الجوزائيات أو شهب التوأمين (ملاحظة 1) هي زخة شهب يعود مصدرها إلى كويكب من كويكبات أبولو وهو 3200 فايثون؛ والذي لديه مدار كويكب مذنبي.
يبدو للناظر أن حركة الشهب قادمة من كوكبة التوأمين، ومن هنا أتت التسمية. ويمكن رؤية تلك الشهب في شهر ديسمبر، وخاصة في الفترة ما بين 7-14.

## هوامش
ملاحظة 1 يقابلها (بالإنجليزية: Geminids)‏ وتسمى أيضاً شهب الجوزاء